# Augustus Frank

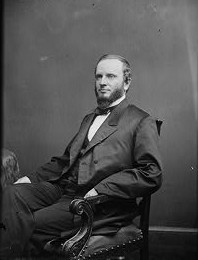
Augustus Frank

Augustus Frank (* 17. Juli 1826 in Warsaw, Wyoming County, New York; † 29. April 1895 in New York City) war ein US-amerikanischer Politiker. Zwischen 1859 und 1865 vertrat er den Bundesstaat New York im US-Repräsentantenhaus.

## Werdegang
Augustus Frank war der Neffe der Kongressabgeordneten William Patterson (1789–1838) und George Washington Patterson (1799–1879). Er besuchte die öffentlichen Schulen seiner Heimat und arbeitete danach im Handel. Später war er einer der Direktoren und Vizepräsident der Buffalo & New York City Railroad. Politisch schloss er sich der Republikanischen Partei an. Im Juni 1856 nahm er als Delegierter an der ersten Republican National Convention in Philadelphia teil, auf der John C. Frémont als Präsidentschaftskandidat nominiert wurde.
Bei den Kongresswahlen des Jahres 1858 wurde Frank im 30. Wahlbezirk von New York in das US-Repräsentantenhaus in Washington, D.C. gewählt, wo er am 4. März 1859 die Nachfolge von Judson W. Sherman antrat. Nach zwei Wiederwahlen konnte er bis zum 3. März 1865 drei Legislaturperioden im Kongress absolvieren. Diese waren seit 1861 von den Ereignissen des Bürgerkrieges geprägt. Seit dem 4. März 1863 vertrat Frank als Nachfolger von Alfred Ely den 29. Distrikt seines Staates.
1864 verzichtete er auf eine weitere Kongresskandidatur. Nach dem Ende seiner Zeit im US-Repräsentantenhaus wurde er noch im Jahr 1865 einer der Direktoren der Wyoming County National Bank. In den Jahren 1967 und 1868 war er Delegierter auf einem Verfassungskonvent seines Staates. Zwischen 1870 und 1882 fungierte er als einer der Leiter der staatlichen Nervenheilanstalt in Buffalo. Im Jahr 1871 gründete Augustus Frank die Bank of Warsaw, deren Präsident er bis zu seinem Tod blieb. Außerdem war er Direktor der Rochester Trust & Safe Deposit Co und Staatsbeauftragter zur Erhaltung der öffentlichen Parkanlagen. Überdies gehörte er dem Vorstand der Eisenbahngesellschaft Buffalo, Rochester & Pittsburgh Railroad an. Im Jahr 1894 nahm er nochmals als Delegierter an einem New Yorker Verfassungskonvent teil. Er starb am 29. April 1895 in New York City und wurde in Warsaw beigesetzt.